# Claude Balbastre
Claude Balbastre /klod bal'batʀ/ (Digione, 8 dicembre 1724 – Parigi, 9 maggio 1799) è stato un organista, clavicembalista e compositore francese.

## Biografia
Fu battezzato nella chiesa di San Michele di Digione il 9 dicembre 1724, figlio di Bénigne Balbastre, organista, suo primo maestro, e di Marie Millot. Il padrino era Claude Fyot, correttore alla camera dei conti, la madrina Pierrette Tortochaut, moglie di Pierre Phosson, consigliere e notaio reale.
Studiò con Claude Rameau, fratello del più noto Jean-Philippe Rameau, che era nato nella stessa città. Quando si trasferisce a Parigi, nel 1750, Claude Rameau gli sarà di aiuto e lo introdurrà nell'alta società. Suona al Concert Spirituel e diventa organista nella chiesa di San Rocco, prima di accedere progressivamente ai posti più prestigiosi: organista a Notre Dame e clavicembalista alla corte francese, dove insegna a Maria Antonietta e diventa organista del Conte di Provenza (futuro Luigi XVIII) e della Cappella Reale.

Firma di Balbastre

Il 2 gennaio 1763 sposò nella chiesa di San Rocco Marie-Geneviève Hotteterre, figlia di Jacques Hotteterre e discendente della celebre famiglia di musicisti normanni. Balbastre ricevette nel proprio appartamento di rue d'Argenteuil la visita del compositore e biografo inglese Charles Burney, il quale nell'occasione ebbe modo di ammirare il magnifico clavicembalo Ruckers posseduto da Balbastre e che in seguito menzionò in una lettera.
Rimasto vedovo, sposò in seconde nozze, il 17 novembre 1767, Marie-Antoinette Boileau, il cui zio era il celebre scrittore Nicolas Boileau, la quale gli darà due figli: Anne-Louise, nata nel 1773, e Antoine-Claude nel 1774.
A partire dal 1776 è organista del futuro Luigi XVIII (fratello del re e successivo regnante), professore del Duca di Chartres (successore di Luigi XVIII), della regina Maria Antonietta ed è titolare dell'organo dell'abbazia di Notre-Dame aux Bois. Infine, ottiene un incarico condiviso alla Cappella reale di Versailles. 
Nel 1777 è segnalato come organista della chiesa di San Rocco a Parigi.
Nonostante i suoi incarichi precedenti, riuscì, aderendo – almeno in apparenza – alle nuove idee, a superare la Rivoluzione e a conservare il posto a Notre-Dame (che era stata trasformata in Tempio della Ragione), in cui eseguì all'organo i suoi adattamenti degli inni rivoluzionari. Il suo modo di suonare è sempre stato molto apprezzato dal pubblico: la sua fantasia era tale, anche in chiesa, che nel 1762 l'arcivescovo di Parigi gli vietò di suonare alla messa della notte di Natale a causa della folla che avrebbe attirato.
Muore a Parigi, al 181 di rue d'Argenteuil (nella parrocchia di San Rocco), il 20 fiorile dell'anno 7 della Rivoluzione (giovedì 9 maggio 1799), dimenticato da tutti.

## Opere

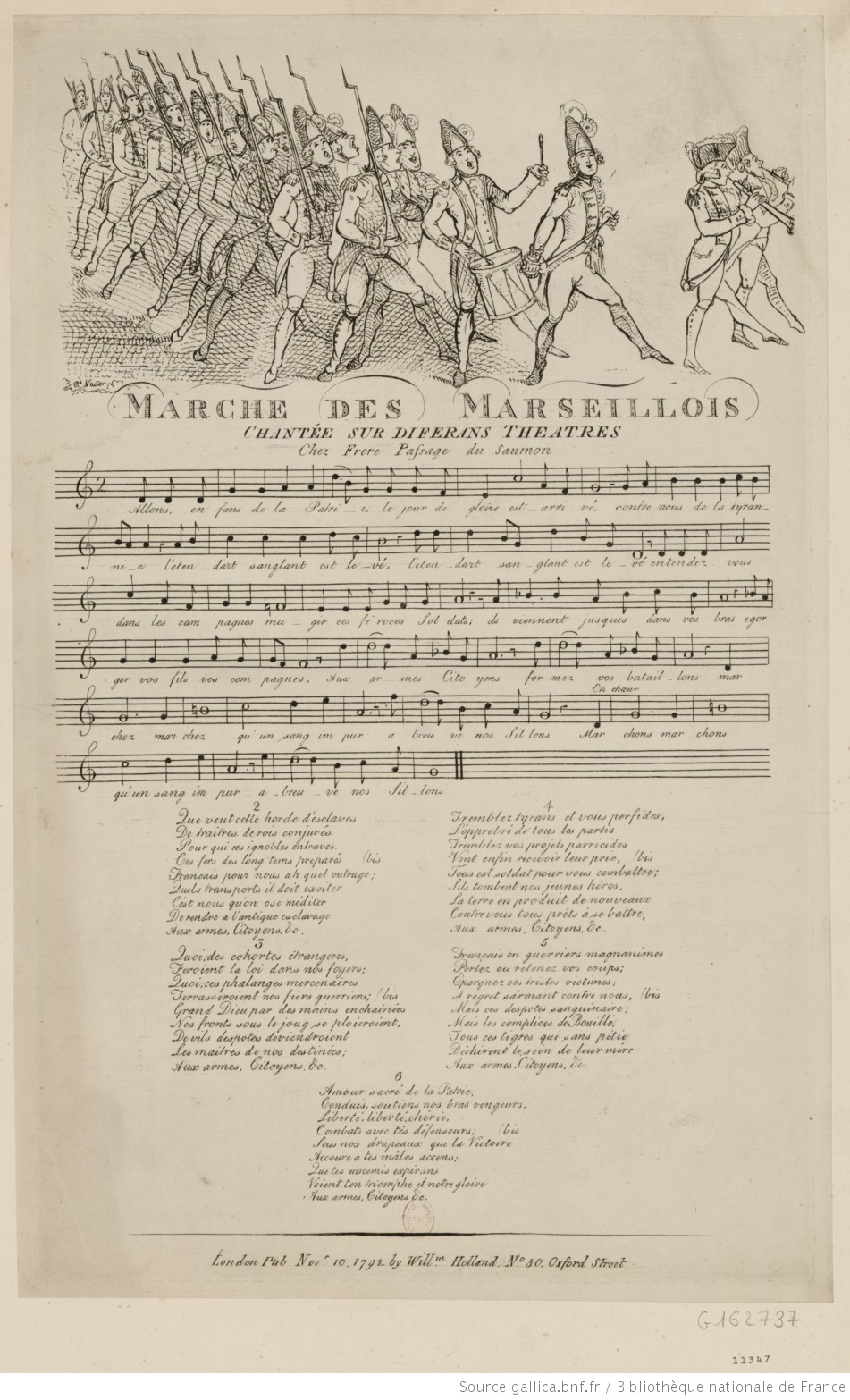
Marcia dei Marsigliesi

Le sue opere comprendono:

### Composizioni per organo
- 14 concerti per organo (perduti, ma almeno uno è stato ritrovato nel manoscritto di Versailles)

1. Concerto in re maggiore

- Livre Contenant des Pieces de different Genre d'Orgue Et de Clavecin PAR Le S.r Balbastre Organiste de la Cathedralle de Dijon (1749), detto manoscritto "di Versailles" o di Digione - 76 pezzi.

- variazioni sul tema della Marsigliese : Marche des Marseillois et l'Air Ça ira Arrangés pour le Forte Piano / Par le Citoyen Balbastre / Aux braves défenseurs de la République française l'an 1792 1Template:Er de la République (Parigi, 1793)
- Recueil de Noëls, formant quatre suittes, avec des Variations pour le clavecin & le forte piano (1770)

1. Première Suitte de Noëls : À la Venue de Noêl ; Joseph est bien marié ; Où s'en vont ces gais bergers ; Ah ma Voisine es tu fachée ; Tous les Bourgeois de Châtre ; Quand Jésus naquit à Noël.
2. Deuxième Suitte de Noëls : Votre bonté grand dieu ; Il est un petit L'ange ; Joseph revenant un jour ; Au jô deu pubelle ; Grand Dei, ribon ribeine ; A Cei-ci le moître De tô l'univar.
3. Troisième Suitte de Noëls : Qué tu grô jan, quei folie ; Divine Princesse ; O jour to divin Flambeau ; Qu'el d'esordre dans la nature ; Ve Noei Blaizôte ; Fanne coraige, le diale â mor.
4. Quatrième Suitte de Noëls : Or nous dites Marie ; Je rends Graces à mon Dieu ; Qui a ce peu machuret ; Comment tu oze petite Rose ; Laissés paître vos bêtes.

- Altri quattro noël varié:

1. À minuit fut fait un réveil
2. Il n'est rien de plus tendre
3. Mes bonnes gens attendes moi
4. Si c'est pour ôter la vie

Curiosamente, i noël varié, che si inseriscono chiaramente nella tradizione organistica francese, vengono pubblicati dallo stesso compositore per "il clavicembalo e il fortepiano". È su quest'ultimo strumento che Blabastre li suona con gran successo negli ambienti aristocratici.

### Composizioni per clavicembalo
- due libri di pièces de clavecin:

1. Pièces de Clavecin avec deux Fugues pour l'Orgue, (manoscritto 1748) 8 pezzi
  1. I. Sonata 2 in fa maggiore
  2. II. Sonata 5 in so minore
  3. III. Sonata 6 in fa maggiore
  4. IV. Minuetto I in la maggiore e Minuetto II in la minore
  5. V. Badine in la maggiore
  6. VI. Gavotte-Rondeau in sol minore
  7. VII. Sonata in sol maggiore
  8. VIII. Sonata in fa maggiore, il cucù

1. Pièces de clavecin, Premier Livre (Parigi 1759) - 17 pezzi

1. 1. La De Caze. Fièrement et marqué, animé
  2. La D'Héricourt. Noblement, sans lenteur
  3. La Ségur. Gavotte. Gracieusement
  4. La Monmartel ou la Brunoys. Allegro
  5. La Boullongne. Fièrement et marqué
  6. La Castelmore, Air champêtre. Louré - Gracieux
  7. la Courteille. Air
  8. La Bellaud. Vivement
  9. la Lamarck. Ouverture. Vivement, marqué
  10. La Berville. Gavotte. Gracieusement
  11. La Lugeac. Giga. Allegro
  12. La Suzanne. Noblement et animé - Gracieusement
  13. La Genty. Badine. Gaiement
  14. La Malesherbe, Ariette gracieuse, Air Gay
  15. La Berryer ou la Lamoignon. Rondeau. Gracieusement
  16. La Laporte [Allegro, animé]
  17. La Morisseau. Noblement

- "Recueil d'airs choisis de plusieurs opéras accommodés pour le clavecin..." (verso il 1761), Bibliothèque Nationale, manoscritto VM7 2108 - 11 pezzi

1. Mondonville : Carnaval du Parnasse, Air-Air gracieux-Musette
2. Rameau: Dardanus, Gavottes I & II
3. Rousseau: Le Devin du Village, Contredanse-Air
4. Dauvergne: Hercule Mourant, Gavotte
5. Monsigny: Le Maitre en Droit, Air de Lindor
6. Monsigny: On ne s'avise jamais de tout, Air
7. Rameau: Les Paladins, Air de l'Ouverture
8. Rameau: Platée, Contredanse
9. Ferrant: Proserpine, Air de Delie
10. Rameau: Pygmalion, Ouverture, Pantomime, Gigue & Contredanse
11. Mondonville: Titon et l'Aurore, Gavottes I & II, Air gracieux, Menuet & Air

- Pezzi sciolti

1. Marche guerrière
2. La canonnade
3. Symphonie
4. La de Villiers
5. Rondo
6. Pastorale, in la minore (1767)
7. Prélude non mesuré (1777)
8. La D'Esclignac (1787)
9. Romance

### Musica da camera
- Sonates en Quatuor pour le clavecin ou le forte-piano, avec accompagnement de deux violons, une basse et deux cors ad libitum (Parigi, verso 1779)

1. Quartetto I in si bemolle maggiore
2. Quartetto II in fa maggiore
3. Quartetto III in do minore, senza corni (il pezzo centrale è la celebre Romance)
4. Quartetto IV in re maggiore

### Musica vocale -airseparodies
- Les amusements d'un convalescent (1761)
- Mes Souvenirs, pour voix et instrument (1786)
- Ariette lente: Ne te presse pas mon cher Licidas
- Ariette: La jeune Iris pour les amans
- Gavotte: Je bravois l'amour
- Menuet: A quoy bon tant de façon
- Air: Dans vos yeux où brillent
- Duo: Connoissés l'empire suprême

## Discografia
Trascrizione dell'ouverture di Pigmalion e estratti dal "Recueil d'airs choisis de plusieurs opéras accomodés au clavecin..." in:
- Airs d'opéra accomodés pour le clavecin, Catherine Zimmer, l'Encelade, ECL1001

## Ascolto di un'opera
Joseph est bien marié, noël varié, costituito da una suite di 6 variazioni su un tema popolare.
Registrazione:
- Variazione 1: Récit de Cornet.
- Variazione 2: Petit Plein Jeu
- Variazione 3: Basse de Basson en duo avec les fonds 8', 4', 2' du Grand Orgue
- Variazione 4: Duo de Cromorne
- Variazione 5: Petites flûtes avec tremblant doux
- Variazione 6: Grand Jeu (con Contre-Bombarde di 32' sull'ultimo accordo)

## Media
YouTube
- Jean-Luc Perrot Romance  l'Art du facteur d'orgues, Dom Bedos de Celles organo François-Henri Clicquot, Souvigny

## Edizioni
- Quarante Pièces d'orgue du Manuscrit de Versailles (1749), (dont le Concerto en Ré majeur en 4 mouvements, trios, duos, Petite chasse, récits, Préludes, Fugues, Tapage ...), 2 voll., Europart-Diffusion (2007), curatore Marie-Agnès Grall-Menet.